# 4867 Polites
A 4867 Polites (ideiglenes jelöléssel 1989 SZ) egy kisbolygó a Naprendszerben. Carolyn Shoemaker fedezte fel 1989. szeptember 27-én.